# Ÿ
Az Ÿ ÿ a módosított latin ábécé egyik karaktere, az y betű trémával ellátott formája. A hivatalos magyar ábécé nem tartalmazza. Előfordulása nagyon ritka; főként régebbi családnevekben fordul elő.

## Használata
A magyar nyelvben ezen betűnek nincs önálló hangértéke: a jelöléssel jelezték, hogy az „y” jel abban a helyzetben „i”-ként ejtendő, nem pedig digráf (kettősbetű, pl. ly, ty, gy) részeként. (Példák: Hutÿra [„ty” helyett „ti”], Konkolÿ-Thege, Méhelÿ  [„ly” helyett „li”].)
Az umlautnak ezt a szétválasztó funkcióját trémának vagy diæresisnek hívják: azt jelenti, hogy a betűt saját hangértéke szerinti, önálló hangnak kell ejteni, és nem alkot betűkapcsolatot az előtte álló betűvel. A franciában mindennapos példa a Noël és a naïve szó; számos nyelvben (francia, holland, spanyol, katalán) találkozhatunk ezen funkciójával.
Gyakori a használata holland kéziratokban az ij betűkapcsolat helyett. Ez a használat az afrikaans nyelvben már y-ra egyszerűsödött.

## Számítógépes kódjai
A karakter csak az Unicode tábláiban található meg. Kisbetűjének kódja U+00FF, és a „Latin-1 Supplement” táblában, míg nagybetűje U+0178 kóddal a „Latin Extended-A” táblában található.

## Példák azÿbetűt tartalmazó nevekre
- Danÿ Margit
- Harasztÿ István
- Hutÿra Ferenc
- Isabella von Croÿ-Dülmen
- Méhelÿ Lajos
- Neÿ Ákos, Neÿ Béla, Neÿ Ferenc
- Streliskÿ József
- Szabadhegÿ Péter
- Szögyénÿ-Marich László
- Verebélÿ László, Verebélÿ Tibor

## Lásd még
- Diakritikus jel
- Magyar ábécé
- A magyar nyelvből kiveszett hangok listája
- X-SAMPA magyar nyelvhez
- Heavy metal umlaut